# Ernst zu Hohenlohe-Langenburg

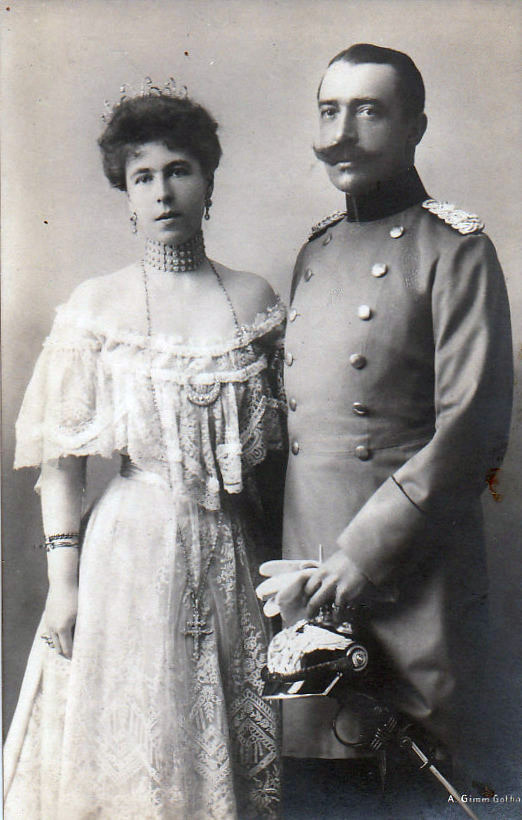
Alexandra en Ernst rond 1900

Ernst Wilhelm Friedrich Carl Maximilian Fürst zu Hohenlohe-Langenburg (Langenburg, 13 september 1863 – aldaar, 11 december 1950) was een Duits diplomaat. Hij was de zoon van Hermann zu Hohenlohe-Langenburg en Leopoldine van Baden (1837-1903), kleindochter van groothertog Karel Frederik.

## Levensloop
Na te Karlsruhe het gymnasium te hebben afgerond studeerde hij rechts- en staatswetenschappen in Bonn, Leipzig en Tübingen. Hij nam hierop in 1885 dienst in het leger van Pruisen en werd in 1889 bij de Duitse ambassade te Londen gedetacheerd. In 1890/1891 was hij werkzaam bij het ministerie van Buitenlandse Zaken te Berlijn, vervolgens bij de ambassades te Sint-Petersburg en Londen, bij het ministerie van Binnenlandse Zaken en bij het bestuur van Elzas-Lotharingen (waarvan zijn vader stadhouder was).
Hij verloofde zich op 9 september 1895 met prinses Alexandra van Saksen-Coburg en Gotha (1878-1942), dochter van de toenmalige hertog van Saksen-Coburg en Gotha, Alfred, en huwde haar op 20 april 1896 te Coburg. 
Uit dit huwelijk werden vijf kinderen geboren:
- Gottfried Hermann Alfred Paul Maximilian Viktor (1897-1960), gehuwd met Margaretha, dochter van Andreas van Griekenland
- Marie Melita (1899-1967), gehuwd met Willem Frederik van Sleeswijk-Holstein-Sonderburg-Glücksburg
- Alexandra Beatrice Leopoldine (1901-1963)
- Irma Helene (1902-1986)
- Alfred (1911-1911)

Toen in 1899 Alfreds zoon en beoogd opvolger Alfred ("Young Alfie") stierf en de minderjarige Karel Eduard, hertog van Albany, troonopvolger werd, benoemde de Coburgse regering Ernst op suggestie van keizer Wilhelm II tot regent. Na de dood van Alfred zelf in 1900 werd hij als prins-regent beëdigd. Als zodanig maakte Ernst zich bij zijn onderdanen door zijn liberale beleid en volkse aard geliefd. Naar hem werden de Prinzregententurm (Prinsregententoren) in Neustadt bei Coburg en de Hohelohe-Brücke (Hohenlohebrug; tegenwoordig de Bahnhofsbrücke) in Coburg vernoemd. Toen Karel Eduard in 1905 21 werd en zelf de regering overnam, verliet Ernst het land. Hij bleef Saksen-Coburg en Gotha echter regelmatig bezoeken.
Hij was in 1905 en 1906 directeur-generaal van de afdeling Koloniale Zaken van het ministerie van Buitenlandse Zaken en van 1906 tot 1912 als afgevaardigde van de Freikonservative Partei lid van de Rijksdag, waarvan hij ook een tijd vicepresident was. Gedurende de Eerste Wereldoorlog was hij president van het Rode Kruis en in 1915 werd hij plaatsvervangend ambassadeur in Turkije. Voorts zette hij zich in voor een vereniging van de Duitse protestantse kerken. Sinds de dood van zijn vader in 1913 was hij als Ernst II hoofd van het Huis Hohenlohe-Langenburg. Vanaf 1936 was hij lid van de Nationaalsocialistische Duitse Arbeiderspartij. Hij stierf op 11 december 1950 in zijn geboorteplaats Langenburg.
- Bibliothèque nationale de France: cb12448786c (data)
- Gemeinsame Normdatei: 116954868
- International Standard Name Identifier: 0000 0000 4160 8419
- Library of Congress Control Number: no96026065
- Nederlandse Thesaurus van Auteursnamen: 262398443
- Virtual International Authority File: 56705019
- WorldCat: E39PBJh4v4F8HMF6YfhftVhJXd